# Crowdfunding
Crowdfundingul este o tehnică de finanțare a proiectelor folosind resurse online (forumuri, platforme de socializare etc.) desprinsă din crowdsourcing. La baza ei stă ideea a apela la o comunitate ca un potențial finanțator pentru a dezvolta un produs. 

## Crowdfunding (Multifinanțare)
Deosebirea între sourcing și funding este resursa pusă în joc de cei interesați – banul. 
De fapt, ideea de crowdfunding (multifinanțare) este mult mai veche decât se crede.
În 1865 Frederic-Auguste Bartholdi, un tânăr sculptor francez a avut la Versailles o discuție cu Edouard de Laboulaye, un cunoscut istoric și admirator al Statelor Unite ale Americii. De Laboulaye a menționat că peste 10 ani, în 1875, America urma să împlinească 100 de ani și s-a gândit că un cadou comemorial pentru această ocazie ar fi un gest binevenit din partea Franței. Bartholdi a avut ideea unei statui imense a unei femei numită „Libertatea Iluminatoare a Lumii.” Statuia în sine urma să fie plătită de francezi, iar pediestalul de americani.
Câțiva ani mai târziu Bartholdi a înființat Uniunea Franco-Americană, un grup de suporteri americani și francezi, menit să strângă bani pentru statuie. L-a recrutat apoi pe Alexandre-Gustave Eiffel (părintele Turnului Eiffel) pentru a proiecta statuia. Dar centenarul se apropia, proiectul era în urmă și strângerea fondurilor pentru a construi statuia în Franța mergea din ce în ce mai prost. Dar Bartholdi nu s-a lăsat. În 1880 a venit cu ideea organizării unei loterii a „libertății”. Din fericire legislația franceză permitea organizarea loteriilor pentru cauze artistice sau caritabile, deci proiectul a fost aprobat de guvern. Premiile erau modele miniaturale ale statuii. A durat ceva, dar ideea a dat roade.
În America lucrurile nu stăteau la fel de bine. Statul nu a aprobat finanțarea iar donațiile veneau greu și erau foarte mici. În 1883 Pulitzer a avut ideea de a apela la mândria americanilor și le-a cerut donații cât mai mici pentru a putea strânge suma necesară construirii pediestalului pe care urma să fie expusă statuia, explicându-le că e o rușine pentru poporul american să nu fie în stare să se mândrească cu cadoul oferit de francezi. Oamenii au îmbrățișat ideea și banii veneau constant din toată țara, indiferent cât de puțini bani se trimiteau. Adunați, banii au fost suficienți pentru a finaliza construcția. 
Tot ce a făcut internetul a fost să ofere o metodă mai ușoară de a împrăștia informația și de a aduna oameni dispuși să ofere bani pentru a susține anumite proiecte. În alte cuvinte, se discută de o abordare la scară diferită. Există un public țintă mult mai larg și mai nișat. În acest context posibilitatea de a crea „comunități de finanțare” devine una foarte mare cât timp abordarea se face la nivel global. Dar această dezvoltare naște problema viabilității tehnicii de crowdfunding. Este vorba de o tehnică viabilă, sigură și productivă sau de o cauză pierdută?
Până acum crowdfunding-ul s-a dezvoltat tacit de prin anul 2000. După zece ani de teste, eșecuri și succese, profitând de puterea din ce în ce mai mare a social media și a mediului online în general, această tehnică va exploda în viitorul apropiat și va fi o parte importantă din bugetele unor proiecte mari. Crowdfunding-ul este în esență o strategie de marketing implementată fie înaintea fie în timpul producției unui produs cultural, social sau politic (acestea sunt cele mai abordate nișe, desigur că această tehnică poate fi adaptată și utilizată în orice domeniu). În mare este vorba despre fundraising, dar o formă evoluată care tinde să elimine sistemul de donație și îl înlocuiește cu o metodologie de tip recompensă.
Sistemul este relativ simplu. Inițiatorii unui proiect creează în jurul lor o rețea socială căreia îi pune la dispoziție câteva servicii legate de proiect. Membrii rețelei oferă bani în schimbul serviciilor la care au acces, ajutând astfel crearea sau dezvoltarea produsului respectiv.
În cel mai optimist caz vorbim de un sistem financiar foarte bine gândit, având în vedere că finanțarea nișată asigură în mare parte distribuirea ulterioară a produsului finit, fiind astfel departe de problema cheltuielilor inutile și eșecul proiectului vizat. Problema intervine atunci când detaliile sistemului nu sunt bine puse la punct sau ignorate.
Deci înainte de a lua în calcul crowdfunding-ul ca sursă de finanțare trebuie analizate atât punctele tari cât și, mai important, punctele slabe. De această analiză ține succesul financiar al proiectului, cel puțin până la finalizarea produsului principal.

### Puncte slabe
Puterea rețelei sociale create. Dacă rețeaua creată în jurul produsului nu este suficient de închegată, este improbabil ca suma de bani strânsă în urma crowdfunding-ului să fie suficientă. De aceea este foarte important alegerea publicului țintă, nișarea exactă și comunicarea în cadrul rețelei, creând astfel o rețea strânsă, ai cărui membrii pot realiza legături rapide și eficiente. Abordarea directă a targetului implică o strategie de risc, un plan de rezervă dar și un posibil succes. Importanța puterii rețelei sociale crește pe măsură ce proiectul avansează. Dacă lucrurile se destramă aproape de final, riscurile financiare și legale cresc.
Suma necesară. Sistemul de crowdfunding își pierde eficiența cu cât suma de bani necesară este mai mare. Indiferent de puterea financiară a publicului vizat, această tehnică este foarte riscantă cât timp există sume mari în joc. Ideală este alegerea unei finanțări parțiale a proiectului prin acest sistem și obținerea fondurilor complementare pe alte căi. Desigur, suma posibilă este direct proporțională cu mărimea rețelei sociale și cu nișa publicul țintă. De aceea trebuie creată mai întâi rețeaua și apoi stabilită suma în buget. Totuși un proiect cu necesar mic de fonduri poate să existe cu o finanțare crowdfunding de 100%.
Produsul final. Cu cât produsul final este mai credibil, cu atât este mai ușoară strângerea de fonduri. Dacă oamenii au încredere în produs, sunt dispuși să dea bani. De aceea partea de PR a proiectului este extrem de importantă încă din primele stagii. Comunicarea cu publicul devine astfel un aspect vital. De fapt ideea care trebuie luată în calcul este că publicul devine într-o măsură sau alta finanțatorul proiectului. De aceea trebuie tratat ca atare. De asemenea pentru ca produsul final să fie viabil, idea inițală și planul de acțiune creat la început sunt elemente cheie ale proiectului. 
Sistemul de recompensare. Dacă acest sistem nu este bine pus la punct riscul de a strange prea puțini bani sau chiar deloc crește substanțial. Sunt recomandate recompense cât mai personale și cât mai diferențiate, organizate într-o structură ierarhică bine implementată. Secretul stă în atragerea investitorilor și în recompensarea lor cât mai exactă, fără a pierde bani. Pentru zece dolari este suficient un tricou de un dolar, dacă acel tricou dă impresia că e creat special pentru cel care a dat banii. Pentru 1000 de dolari sunt aproape inutile produsele materiale (în general promoționale), ele fiind asociate cu suvenirurile, iar o astfel de investiție trebuie să-ți aducă mai mult decât un suvenir. Se cere deci un sistem echivalent valoric. Cu cât sistemul este mai complex cu atât investițiile vor veni în număr mai mare.

### Puncte tari
Sursă de finanțare cu efort scăzut. Spre deosebire de alte metode, crowdfunding-ul nu necesită o muncă enormă. Este suficient un ochi bun și un creier dezvoltat pentru a face rost de sume decente de bani. Desigur depinde de proiect și de inițiatorul lui. Dar cu atâtea posiblități în față, primul pas este cel mai important. Desigur sistemul nu trebuie subestimat. Vorbim de interacțiune directă între finanțator și proiectul finanțat, deci implementarea unor strategii bine gândite trebuie făcută cu seriozitate. Deși munca fizică nu este copleșitoare, munca intelectuală trebuie să dea randament de 100%.
Puterea social media. Anul 2010 a fost anul decisiv pentru Facebook și Twitter. S-au impus ca lideri pe segmentele lor de piață și au crescut intens zi de zi. Acest lucru permite dezvoltarea un sistem de crowdfunding în jurul acestor relețele, fiind necesară implicarea unui număr mai mic de resurse financiare decât în crearea unei rețele proprii. În plus avem formate deja comunități pe o gamă variată de domenii, posibil și pe cel de care avem nevoie. Totodată social media înseamnă globalizare și facilitarea accesului la un public foarte larg și nișat.
Distribuția și promovarea sigură. Odată strânși banii necesari și creat produsul final, intrarea lui pe piață se face printr-o strategie de marketing pornită de la 0. În cazul crowdfunding-ului abordarea se schimbă, deoarece există deja un public format în jurul produsului, datorită rețelei sociale și a investitorilor în număr mare din spatele lui. Astfel se beneficiază de o promovare mouth-to-mouth de primă mână în care este implicat interesul personal al investitorilor.